# Josef Koppensteiner
Josef Koppensteiner (* 14. Februar 1874 in Jahrings; † 18. August 1938 ebenda) war ein österreichischer Politiker (GDVP/LB) und Wirtschaftsbesitzer. Er war von 1919 bis 1927 Abgeordneter zum Landtag von Niederösterreich.
Koppensteiner besuchte nach der Volksschule die Ackerbauschule in Edelhof und war danach als Landwirt tätig. Er engagierte sich zudem ab 1908 als Obmann des landwirtschaftlichen Kasinos in Jahrings und war ab 1910 Obmann des landwirtschaftlichen Bezirksvereins Zwettl. 1912 erfolgte seine Wahl zum Bürgermeister von Jahrings, zudem war er Mitglied des Bezirksstraßenausschusses, des Bezirksarmenrates und der Bezirkswirtschaftskommission. Koppensteiner wurde am 20. Mai 1919 als Abgeordneter zum Niederösterreichischen Landtag angelobt und gehörte zunächst als Deutschnationaler der Großdeutschen Volkspartei an. 1923 wechselte er zum Landbund. Koppensteiner schied am 20. Mai 1927 aus dem Landtag aus. 